# 廣田内閣
- 広田内閣（新字体）
- 廣田内閣（旧字体）

広田内閣（ひろたないかく）は、外務大臣の広田弘毅が第32代内閣総理大臣に任命され、1936年（昭和11年）3月9日から1937年（昭和12年）2月2日まで続いた日本の内閣。

## 閣僚の顔ぶれ・人事

### 国務大臣
1936年（昭和11年）3月9日任命。在職日数331日。 
| 職名 | 代 | 氏名       | 氏名 | 出身等                     | 特命事項等         | 備考                   |
| --- | -- | ---------- | ---- | -------------------------- | ------------------ | ---------------------- |
| 内閣総理大臣 | 32 | 広田弘毅   |      | 外務省                     | 外務大臣兼任       |                        |
| 外務大臣 | 45 | 広田弘毅   |      | 外務省                     | 内閣総理大臣兼任   | 留任 1936年4月2日免    |
| 外務大臣 | 46 | 有田八郎   |      | 外務省                     |                    | 初入閣 1936年4月2日任  |
| 内務大臣 | 47 | 潮恵之輔   |      | 貴族院 無所属 （研究会）   | 文部大臣兼任       | 初入閣                 |
| 大蔵大臣 | 35 | 馬場鍈一   |      | 貴族院 無所属 （研究会）   |                    | 初入閣                 |
| 陸軍大臣 | 24 | 寺内寿一   |      | 陸軍大将 （陸大21期） 伯爵 | 対満事務局総裁兼任 | 初入閣                 |
| 海軍大臣 | 18 | 永野修身   |      | 海軍大将 （海大甲種8期）   |                    | 初入閣                 |
| 司法大臣 | 37 | 林頼三郎   |      | （司法省→） 貴族院         |                    | 初入閣                 |
| 文部大臣 | 44 | 潮恵之輔   |      | 貴族院 無所属 （研究会）   | 内務大臣兼任       | 初入閣 1936年3月25日免 |
| 文部大臣 | 45 | 平生釟三郎 |      | 貴族院 無所属 （無会派）   |                    | 初入閣 1936年3月25日任 |
| 農林大臣 | 10 | 島田俊雄   |      | 衆議院 立憲政友会          |                    | 初入閣                 |
| 商工大臣 | 12 | 川崎卓吉   |      | 貴族院 無所属 （同和会）   |                    | 1936年3月27日死亡欠缺  |
| 商工大臣 | 13 | 小川郷太郎 |      | 衆議院 立憲民政党          |                    | 初入閣 1936年3月28日任 |
| 逓信大臣 | 39 | 頼母木桂吉 |      | 衆議院 立憲民政党          |                    | 初入閣                 |
| 鉄道大臣 | 13 | 前田米蔵   |      | 衆議院 立憲政友会          |                    |                        |
| 拓務大臣 | 9  | 永田秀次郎 |      | 貴族院 無所属 （同和会）   |                    | 初入閣                 |
| 1. 辞令のある留任は個別の代として記載し、辞令のない留任は記載しない。 2. 臨時代理は、大臣空位の場合のみ記載し、海外出張時等の一時不在代理は記載しない。 3. 代数は、臨時兼任・臨時代理を数えず、兼任・兼務は数える。 |    |            |      |                            |                    |                        |

### 内閣書記官長・法制局長官
1936年（昭和11年）3月10日任命。 
| 職名 | 代 | 氏名       | 氏名 | 出身等                   | 特命事項等 | 備考 |
| --- | -- | ---------- | ---- | ------------------------ | ---------- | ---- |
| 内閣書記官長 | 37 | 藤沼庄平   |      | 貴族院 無所属 （研究会） |            |      |
| 法制局長官 | 34 | 次田大三郎 |      | 貴族院 無所属 （同成会） |            |      |
| 1. 辞令のある留任は個別の代として記載し、辞令のない留任は記載しない。 2. 臨時代理は、大臣空位の場合のみ記載し、海外出張時等の一時不在代理は記載しない。 3. 代数は、臨時兼任・臨時代理を数えず、兼任・兼務は数える。 |    |            |      |                          |            |      |

### 政務次官
1936年（昭和11年）4月15日任命。 
| 職名         | 氏名       | 出身等                         | 備考            |
| ------------ | ---------- | ------------------------------ | --------------- |
| 外務政務次官 | 猪野毛利栄 | 衆議院／立憲政友会             |                 |
| 内務政務次官 | 鍋島直縄   | 貴族院／無所属（研究会）／子爵 |                 |
| 大蔵政務次官 | 中島弥団次 | 衆議院／立憲民政党             |                 |
| 陸軍政務次官 | 立見豊丸   | 貴族院／無所属（研究会）／子爵 |                 |
| 海軍政務次官 | （欠員）   | （欠員）                       |                 |
| 司法政務次官 | 野田俊作   | 衆議院／立憲政友会             |                 |
| 文部政務次官 | 山本厚三   | 衆議院／立憲民政党             |                 |
| 農林政務次官 | 田辺七六   | 衆議院／立憲政友会             | 1936年8月1日免  |
| 農林政務次官 | 山崎猛     | 衆議院／立憲政友会             | 1936年8月19日任 |
| 商工政務次官 | 池田秀雄   | 衆議院／立憲民政党             |                 |
| 逓信政務次官 | 前田房之助 | 衆議院／立憲民政党             |                 |
| 鉄道政務次官 | 田子一民   | 衆議院／立憲政友会             |                 |
| 拓務政務次官 | 稲田昌植   | 貴族院／無所属（公正会）／男爵 |                 |

### 参与官
1936年（昭和11年）4月15日任命。 
| 職名       | 氏名       | 出身等                         | 備考             |
| ---------- | ---------- | ------------------------------ | ---------------- |
| 外務参与官 | 松山常次郎 | 衆議院／立憲政友会             |                  |
| 内務参与官 | 肝付兼英   | 貴族院／無所属（公正会）／男爵 |                  |
| 大蔵参与官 | 丹下茂十郎 | 衆議院／立憲政友会             |                  |
| 海軍参与官 | 永田善三郎 | 衆議院／立憲民政党             |                  |
| 司法参与官 | 秋月種英   | 貴族院／無所属（研究会）／子爵 |                  |
| 文部参与官 | 作田高太郎 | 衆議院／立憲民政党             | 1936年12月28日免 |
| 文部参与官 | 武知勇記   | 衆議院／立憲民政党             | 1936年12月28日任 |
| 農林参与官 | 小林絹治   | 衆議院／立憲政友会             |                  |
| 商工参与官 | 寺島権蔵   | 衆議院／立憲民政党             |                  |
| 逓信参与官 | 多田満長   | 衆議院／立憲民政党             |                  |
| 鉄道参与官 | 星島二郎   | 衆議院／立憲政友会             |                  |
| 拓務参与官 | 林路一     | 衆議院／昭和会                 |                  |

## 勢力早見表
※ 内閣発足当初（前内閣の事務引継は除く）。
| 出身       | 国務大臣 | 政務次官 | 参与官 | その他         |
| ---------- | -------- | -------- | ------ | -------------- |
| 立憲政友会 | 2        | 4        | 4      |                |
| 立憲民政党 | 1        | 4        | 4      |                |
| 昭和会     | 0        | 0        | 1      |                |
| 研究会     | 3        | 2        | 1      | 内閣書記官長   |
| 同和会     | 2        | 0        | 0      |                |
| 公正会     | 0        | 1        | 1      |                |
| 同成会     | 0        | 0        | 0      | 法制局長官     |
| 軍部       | 2        | 0        | 0      |                |
| 官僚       | 2        | 0        | 0      | 国務大臣のべ3  |
| 無所属     | 0        | 0        | 1      |                |
| 欠員       | 0        | 1        | 0      |                |
|            | 12       | 12       | 12     | 国務大臣のべ13 |

## 内閣の動き
1936年2月26日、急進的な社会革新（昭和維新）を目論む陸軍青年将校（皇道派）や民間右翼がクーデターを決行（二・二六事件）。同事件は未遂に終わったが、時の岡田内閣は責任を取り内閣総辞職する。後継を巡って、首相奏薦権を持つ西園寺公望元老は、血統・社会的名声ともに当代随一であった近衛文麿貴族院議長を「中正な人物」として最適任者とみなす。しかし近衛議長は、心情的に皇道派の革新主義に近しいところがあり、皇道派に代表されるテロリズムを抑え込むための象徴として自分を取り立てようとしている西園寺元老に反発、体調不安を理由に辞退する。
近衛議長にかわり、広田外相が新たな首相候補となり、大命降下される。廣田は、外務省同期の吉田茂を組閣参謀に人事を行うが、皇道派を放逐して陸軍省内を掌握した統制派が、皇道派の完全追放や政官界などの要求を押し付けてくるのを無視することはできず、吉田の外相就任を取りやめるなど、人事の入れ替えを余儀なくされた。
主な政策
- 馬場財政…馬場蔵相のもと作成された1937年度予算案は、対前年比3割増の積極財政となった。これは、英米華ソ等との来るべき武力衝突に備えて軍事費を増額すべきであるという馬場蔵相の考えによるものであるが、軍事費の増額約4億円は増税で賄い、以降も半永久的に増税を継続する予定であった[13]。これは、高橋財政に代表されるような減税・経済成長を基本方針とする従来の大蔵省の方針と真っ向から対立するものであったが、馬場蔵相は路線転換を達成するために、長沼弘毅秘書官を重用して、省内の"三羽烏"と称された賀屋興宣主計局長、石渡荘太郎主税局長、青木一男理財局長を左遷した[14]。また、予算編成の方法も、従来の主計局が各省庁と折衝する形での積み上げ方式を改め、革新官僚の牙城であった内閣調査局の影響のもと、五相会議により重要国策および予算配分の優先順位を先に決めるトップダウン方式に改められた[15]。この馬場蔵相主導の予算案の提出により、軍需資材の需要増を見込んだ商社が一斉に輸入注文を出したため輸入為替が殺到して円が下落、これが輸入物資の高騰を招いて市場は混乱、外国為替は乱高下し、経済の先行きまでが不透明となる事態を引き起こすに至った。またこの予算編成は、無尽蔵に国債を発行し通貨供給量を増やし、その財源のために無制限に増税をするという、経済法則を無視した悪政であるとして、後世の財務省の見解においても筆誅されている[16]。
- 日独防共協定…欧州の大国であった英・独・ソの3か国の内、ドイツへの接近が図られ、1936年11月25日、日独防共協定が成立する。
- 粛軍…二・二六事件の処理として皇道派の重鎮は軒並み予備役に回されるとともに、軍部大臣現役武官制が復活し、彼らが予備役のまま陸相として復権することが阻止された。
- 『国体の本義』発行…岡田内閣のもとに発表された国体明徴声明に関するパンフレットとして発行された。
- 文化勲章の制定…市井の文化人や芸術家を対象とした従前の栄典制度とは一線を画す単一等級の文化勲章が広田首相の肝煎りで制定した（正式な公布は後任の林内閣時代）。

予算審議の最中、浜田国松議員と寺内寿一陸相との間に「割腹問答」が起きる。これに憤慨した寺内が単独辞任をちらつかせながら衆議院を懲罰解散することを広田に要求、これに政党出身の4閣僚と永野修身海相が真っ向から反対、議会は2日間の停会となり政局が混迷した。これを見た広田はあっさりと閣内不一致を理由に総辞職を選ぶ。後継の予算管理内閣として林内閣が成立すると、前後して上述の「三羽烏」が復権、予算の修正が行われ、総額は2億円の減額となったが、肝心の軍事費はほぼ当初額のままとなった。

## エピソード
- 現在の国会議事堂は廣田政権時代の1936年11月7日に「帝国議会議事堂」として竣工した[18]。
- 二・二六事件の後、「軍部に逆らうと殺される」という風潮が政界で高まっていたため、総理大臣になりたがる者は皆無であった。そのような風潮の中で廣田が総理大臣を引き受けたため、廣田内閣は「火中の栗を拾った」と「廣田」をかけて「ヒロッタ内閣」と呼ばれた[18]。